# Liste des lignes de bus de Rouen
La liste des lignes de bus de Rouen recense l'ensemble des lignes de bus formant le réseau Astuce.

## Réseau

### Lignes du TEOR
- Ligne  T1 : CHU Charles Nicolle (Rouen) — Mont aux Malades (Mont-Saint-Aignan)
- Ligne  T2 : Tamarelle (Bihorel) — Mairie V. Schœlcher (Notre-Dame-de-Bondeville)
- Ligne  T3 : Durécu-Lavoisier (Darnétal) — Monet (Canteleu)
- Ligne  T4 : Marie Curie - MTC (Rouen) — Zénith – Parc Expo (Le Grand-Quevilly)

### Lignes FAST
Le réseau FAST comporte neuf lignes depuis le 29 août 2022 :
- Ligne  F1 : Plaine de la Ronce (Isneauville) — Stade Diochon (Petit-Quevilly)
- Ligne  F2 : Centre Commercial La Vatine (Mont-Saint-Aignan) — Tamarelle (Bihorel)
- Ligne  F3 : Hôtel de Ville (Sotteville-lès-Rouen) — Centre Comlercial (Tourville-la-Rivière)
- Ligne  F4 : Hameau de Frévaux (Malaunay) — Mont-Riboudet - Kindarena (Rouen)
- Ligne  F5 : Théâtre des Arts (Rouen) — Lycée Galilée (Franqueville-Saint-Pierre)
- Ligne  F6 : Les Bouttières (Grand-Couronne) — Gare (Saint-Étienne-du-Rouvray)
- Ligne  F7 : La Pléiade (Mont-Saint-Aignan) — Hôtel de Ville (Sotteville-lès-Rouen)
- Ligne  F8 : Lycée du Cailly (Déville-lès-Rouen) — Tamarelle (Bihorel)
- Ligne  F9 : Théâtre des Arts (Rouen) — Champ de Foire (Elbeuf)

### Lignes régulières
Les lignes régulières sont, depuis le 29 août 2022, :
- la ligne   10  : La Maine ou Bérat (Maromme) — Lycée Flaubert (Rouen) ;
- la ligne   11  : Collège L. de Vinci (Bois-Guillaume) — Île Lacroix (Rouen) ;
- la ligne   13  : Martainville (Rouen) — Ecole de Musique (Boos) ;
- la ligne   14  : Mairie (Belbeuf) — Mont Pilon (Darnétal) ;
- la ligne   15  : Collège Jules Verne (Déville-lès-Rouen) — Grand Val (Amfreville-la-Mivoie) ;
- la ligne   20  : Le Chapître (Bihorel) — Mairie (Saint-Aubin-Épinay) ;
- la ligne   22  : Parc de la Vatine (Mont-Saint-Aignan) — Barrières de Darnétal (Rouen) ;
- la ligne   26  : Salle des Fêtes (Saint-Pierre-de-Varengeville) — Mont-Riboudet (Rouen) ;
- la ligne   27  : Bel Air (Petit-Couronne) — Théâtre des Arts (Rouen) ;
- la ligne   28  : Louise Michel (Darnétal) — Bois Tison (Saint-Jacques-sur-Darnétal) ;
- la ligne   33  : François Truffaut (Petit-Quevilly) — Hôtel de Ville (Sotteville-lès-Rouen) ;
- la ligne   35  : École Moulin (Notre-Dame-de-Bondeville) / Sente d'Houdeville (Canteleu) — Mont-Riboudet (Rouen) ;
- la ligne   36  : Boulingrin (Rouen) — Coteaux du Larmont (Rouen) ;
- la ligne   37  : Les Bosquets / Les Hauts Poiriers (Isneauville) — Plaine de la Ronce (Isneauville) ;
- la ligne   38  : Coteaux Branly (Darnétal) — Mairie (Montmain) ;
- la ligne   41  : Ancienne Mare (Petit-Quevilly) — Vente Olivier (Saint-Étienne-du-Rouvray) ;
- la ligne   42  : La Houssière (Saint-Étienne-du-Rouvray) — Lebon (Grand Quevilly) ;
- la ligne   43  : Longs Vallons (Notre-Dame-de-Bondeville) — Place du Vivier (Houppeville) ;
- la ligne   44  : Chapelle-Saint-Siméon (Déville-lès-Rouen) — E. Lacroix (Saint-Pierre-de-Manneville) ;
- la ligne   A  : Mairie de Saint-Pierre (Saint-Pierre-lès-Elbeuf) — Hôpital intercommunal (Saint-Aubin-lès-Elbeuf) — Mairie de Cléon (Cléon) ;
- la ligne   B  : École de la Londe (La Londe) — Parc Saint-Cyr (Elbeuf) ;
- la ligne   C  : Bosc-Tard / Liéroult (Saint-Pierre-lès-Elbeuf) — Mairie de Cléon (Cléon) ;
- la ligne   D1  : Parc Saint-Cyr (Elbeuf) — Mairie de Cléon (Cléon) (Les dimanches et fêtes en remplacement des lignes A, B, C, E et F) ;
- la ligne   D2  : Pôle multimodal d'Oissel (Oissel) — Mairie de Saint-Pierre (Saint-Pierre-lès-Elbeuf) (les dimanches et fêtes en remplacement des lignes A, B, C, E et F) ;
- la ligne   E  : Moulin Saint-Étienne (Elbeuf) — Mairie de Cléon (Cléon) ;
- la ligne   F  : Pôle multimodal d'Oissel (Oissel) — ZI l'Oison (Saint-Pierre-lès-Elbeuf) ;
- la ligne   G  : Champ de Foire (Elbeuf) — Lycée Fernand Léger (Grand-Couronne) — Route du Bac (La Bouille).
- La ligne I : École de Police. (Oissel) - Centre Commercial (Tourville-la-Rivière).

Les deux lignes suivantes font partie du réseau Nomad et bénéficient d'une intégration tarifaire uniquement sur le ressort territorial de la Métropole Rouen Normandie ; le réseau Nomad unifie sa numérotation le 1er septembre 2022 :
- la ligne   529  : Gare Routière (Rouen) — Route de Montville (Malaunay) — Montville / Clères / Grugny ;
- la ligne   530  : Quai (Caudebec-en-Caux) / Mairie (Le Trait) — Gare Routière (Rouen).